# Lago d'Antrona
Il lago di Antrona è un bacino naturale nei pressi dell'omonimo paese, in provincia del Verbano-Cusio-Ossola. 

## Storia

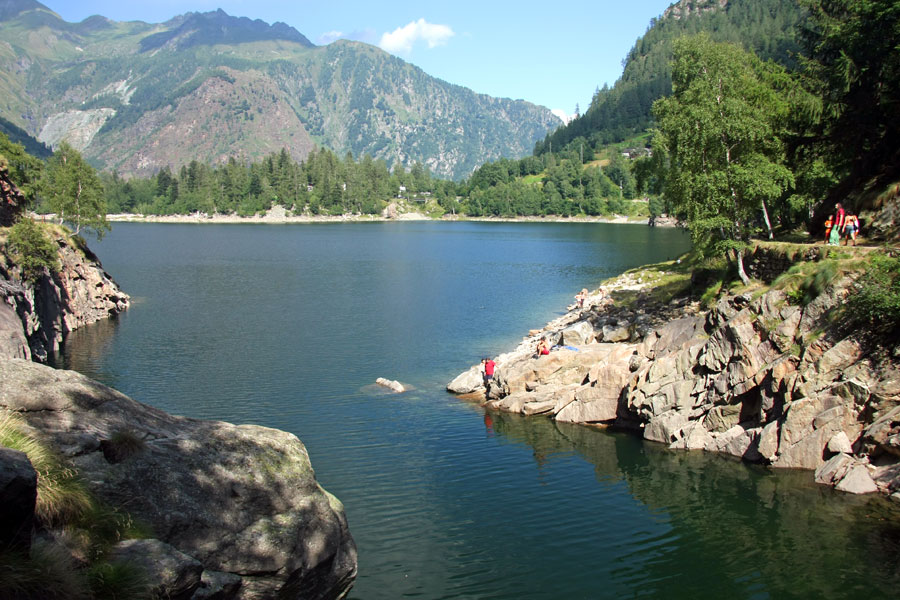
Veduta del lago

Il lago ha avuto origine da una frana del 27 luglio 1642, che distrusse 40 edifici del vero paese di Antrona provocando 95 morti e bloccò la strada al torrente Troncone che si allargò formando un lago. Nel 2013 c'è stata una nuova frana nei pressi del lago.
Il lago è alimentato dal torrente Torncone in cui confluiscono le acque di scarico del lago artificiale di Campliccioli, posto più a monte. Le acque del lago di Antrona sono in parte sfruttate per la produzione di energia nella centrale idroelettrica di Rovesca.